# 49 Princes Street

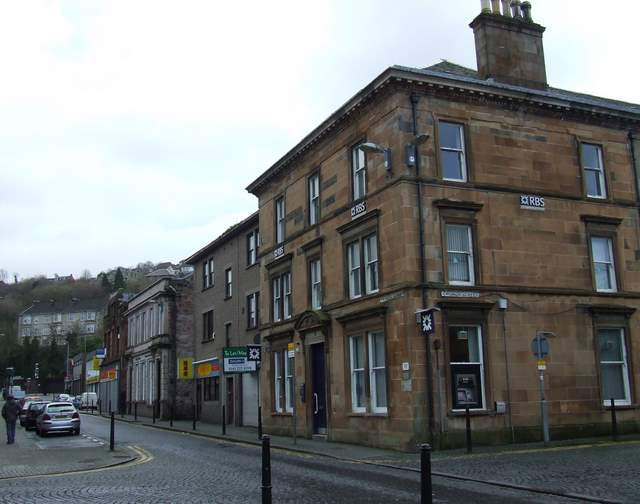
49 Princes Street

Unter der Adresse 49 Princes Street in der schottischen Stadt Port Glasgow in der Council Area Inverclyde ist ein Geschäftsgebäude zu finden. 1979 wurde das Bauwerk zusammen mit dem angrenzenden Gebäude 65 Church Street in die schottischen Denkmallisten in der Kategorie B aufgenommen.

## Beschreibung
Es handelt sich um das Eckhaus zwischen Princes Street und Church Street im Zentrum Port Glasgows, welches die Royal Bank of Scotland nutzt. Direkt südwestlich liegt die ebenfalls denkmalgeschützte St Andrew’s Church. Die Architekten des im letzten Viertel des 19. Jahrhunderts errichteten Gebäudes sind nicht bekannt. Das dreistöckige Gebäude wurde aus Quaderstein in Schichtmauerwerk errichtet. Die Fassade entlang der Princes Street ist symmetrisch aufgebaut mit einem zentralen Eingang und Fenstern auf drei vertikalen Achsen. Ein mit Laubmotiven und dem Monogramm RBS ornamentierter Segmentgiebel auf Kragsteinen mit Löwenmotiv bekrönt die von Blendpfeilern flankierte Türe. Die Fenster des Erdgeschosses und des ersten Obergeschosses sind mit Gesimsen auf Kragsteinen gestaltet. Der Innenraum ist modern gestaltet. Das Gebäude schließt mit einem schiefergedeckten Walmdach ab. Zusammen mit dem Gebäude 65 Church Street verlaufen vier Fensterachsen entlang der Church Street. Dieses Gebäude ist deutlich schlichter gestaltet. Die Eingangstür ist mit einem Gesimse gearbeitet und die Fassaden sind verputzt.